# Pouillé-les-Côteaux
Pouillé-les-Côteaux é uma comuna francesa na região administrativa da Pays de la Loire, no departamento de Loire-Atlantique. Estende-se por uma área de 11,72 km². Em 2010 a comuna tinha 1 079 habitantes (densidade: 92,1 hab./km²).